# Roger Chartier
Roger Chartier [rožé šarťjé] (* 9. prosince 1945 v Lyonu, Francie) je francouzský kulturní historik spojený se školou Annales. Zabývá se kulturními dějinami novověku, zejména dějinami písemictví, knih a čtenářství. Je profesorem na Collège de France.

## Život
Po maturitě v Lyonu vystudoval École normale supérieure v Saint Cloud a historii na Sorbonně. Učil na lyceu Louis le Grand v Paříži, přednášel na Sorbonně a v letech 1971–1983 na École des hautes études en sciences sociales. Od roku 2006 je profesorem na Collège de France] a ve francouzském rozhlase (France-culture) pravidelně moderuje historická vysílání.
Je nositelem řady vyznamenání, čestných doktorátů univerzit v Madridu a Québecu a je Corresponding fellow British Academy.

## Dílo
- Seznam děl v Souborném katalogu ČR, jejichž autorem nebo tématem je Roger Chartier
- Histoire de la lecture dans le monde occidental, 2001
- Les origines culturelles de la Révolution française, 2000
- Au bord de la falaise : l'histoire entre certitudes et inquiétude, 1998 (česky Na okraji útesu, 2010. Přeložil Čestmír Pelikán)
- Le livre en révolutions (spolu s Jean Lebrunem), 1997
- Sciences et langues en Europe, 1996
- Histoire de l'édition française
- L'ordre des livres : lecteurs, auteurs, bibliothèques en Europe entre XIVe et XVIIIe siècle, 1994
- Pratiques de la lecture, 1993
- La correspondance : les usages de la lettre au XIXe siècle, 1991
- Lectures et lecteurs dans la France d´ancien régime, 1984 (v angl. překladu The Cultural Uses of Print in Early Modern France, 1987)

## Ocenění
- 1992 – Grand prix Gobert